# Czerna (Stanisław Górny)
Czerna – część wsi Stanisław Górny w Polsce, położona w województwie małopolskim, w powiecie wadowickim, w gminie Wadowice. 
W latach 1975–1998 Czerna położona była w województwie bielskim.